# 3e cérémonie des Critics' Choice Television Awards
La 3e cérémonie des Critics' Choice Television Awards (ou BTJA Awards), décernés par la Broadcast Television Journalists Association, a eu lieu le 10 juin 2013, et a récompensé les programmes télévisés diffusés au cours de la saison 2012-2013.
Les nominations ont été annoncées le 22 mai 2013.

## Palmarès
Note : le symbole « ♕ » rappelle le gagnant de l'année précédente (si nomination).

### Séries dramatiques

#### Meilleure série dramatique
(ex æquo)
- Breaking Bad
- Game of Thrones
  - The Americans
  - Downton Abbey
  - The Good Wife
  - Homeland ♕

#### Meilleur acteur dans une série dramatique
- Bryan Cranston pour le rôle de Walter White dans Breaking Bad ♕
  - Damian Lewis pour le rôle de Nicholpour le rôle de Brody dans Homeland
  - Andrew Lincoln pour le rôle de Rick Grimes dans The Walking Dead
  - Timothy Olyphant pour le rôle de Raylan Givens dans Justified
  - Matthew Rhys pour le rôle de Philip Jennings dans The Americans
  - Kevin Spacey pour le rôle de Frank Underwood dans House of Cards

#### Meilleure actrice dans une série dramatique
- Tatiana Maslany pour le rôle des clones dans Orphan Black
  - Claire Danes pour le rôle de Carrie Mathison dans Homeland ♕
  - Vera Farmiga pour le rôle de Norma Bates dans Bates Motel
  - Julianna Margulies pour le rôle d'Alicia Florrick dans The Good Wife
  - Elisabeth Moss pour le rôle de Peggy Olson dans Mad Men
  - Keri Russell pour le rôle d'Elizabeth Jennings dans The Americans

#### Meilleur acteur dans un second rôle dans une série dramatique
- Michael Cudlitz pour le rôle de l'officier John Cooper dans Southland
  - Jonathan Banks pour le rôle de Mike Ehrmantraut dans Breaking Bad
  - Nikolaj Coster-Waldau pour le rôle de Jaime Lannister dans Game of Thrones
  - Noah Emmerich pour le rôle de l'agent spécial Stan Beeman dans The Americans
  - Walton Goggins pour le rôle de Boyd Crowder dans Justified
  - Corey Stoll pour le rôle du Représentant Peter Russo dans House of Cards

#### Meilleure actrice dans un second rôle dans une série dramatique
- Monica Potter pour le rôle de Kristina Braverman dans Parenthood
  - Jennifer Carpenter pour le rôle de Debra Morgan dans Dexter
  - Emilia Clarke pour le rôle de Daenerys Targaryen dans Game of Thrones
  - Anna Gunn pour le rôle de Skyler White dans Breaking Bad
  - Regina King pour le rôle de l'inspecteur Lydia Adams dans Southland
  - Abigail Spencer pour le rôle d'Amantha Holden dans Rectify

#### Meilleur invité dans une série dramatique
- Jane Fonda pour le rôle de Leona Lansing dans The Newsroom
  - Jim Beaver pour le rôle de Shelby dans Justified
  - Martha Plimpton pour le rôle de Patti Nyholm dans The Good Wife
  - Carrie Preston pour le rôle d'Elsbeth Tascioni dans The Good Wife
  - Diana Rigg pour le rôle de Lady Olenna Tyrell dans Game of Thrones
  - Jimmy Smits pour le rôle de Neron "Nero" Padilla dans Sons of Anarchy

### Séries comiques

#### Meilleure série comique
- The Big Bang Theory
  - Louie
  - The Middle
  - New Girl
  - Parks and Recreation
  - Veep

#### Meilleur acteur dans une série comique
- Louis C.K.  pour le rôle de Louie dans Louie ♕
  - Don Cheadle pour le rôle de Marty Kaan dans House of Lies
  - Jake Johnson pour le rôle de Nick Miller dans New Girl
  - Jim Parsons pour le rôle du Dr Sheldon Cooper dans The Big Bang Theory
  - Adam Scott  pour le rôle de Ben Wyatt dans Parks and Recreation
  - Jeremy Sisto pour le rôle de George Altman dans Suburgatory

#### Meilleure actrice dans une série comique
- Julia Louis-Dreyfus pour le rôle de Selina Meyer dans Veep
  - Zooey Deschanel pour le rôle de Jessica Day dans New Girl ♕
  - Lena Dunham pour le rôle de Hannah Horvath dans Girls
  - Sutton Foster pour le rôle de Michelle Simms dans Bunheads
  - Laura Dern pour le rôle d'Amy Jellicoe dans Enlightened
  - Amy Poehler pour le rôle de Leslie Knope dans Parks and Recreation ♕

#### Meilleur acteur dans un second rôle dans une série comique
- Simon Helberg pour le rôle de Howard Wolowitz dans The Big Bang Theory
  - Max Greenfield pour le rôle de Schmidt dans New Girl
  - Alex Karpovsky pour le rôle de Ray Ploshansky dans Girls
  - Adam Pally pour le rôle de Max Blum dans Happy Endings
  - Chris Pratt pour le rôle d'Andy Dwyer dans Parks and Recreation
  - Danny Pudi pour le rôle d'Abed Nadir dans Community

#### Meilleure actrice dans un second rôle dans une série comique
(ex æquo)
- Kaley Cuoco pour le rôle de Penny dans The Big Bang Theory
- Eden Sher pour le rôle de Sue Heck dans The Middle
  - Carly Chaikin pour le rôle de Dalia Oprah Royce dans Suburgatory
  - Sarah Hyland pour le rôle de Haley Dunphy pour le rôle de Royce dans Modern Family
  - Melissa Rauch pour le rôle de Bernadette Rostenkowski-Wolowitz dans The Big Bang Theory
  - Casey Wilson pour le rôle de Penny Hartz dans Happy Endings

#### Meilleur invité dans une série comique
- Patton Oswalt pour le rôle de Garth Blundon dans Parks and Recreation
  - Melissa Leo pour le rôle de Laurie dans Louie
  - David Lynch pour le rôle de Jack Dall dans Louie
  - Bob Newhart pour le rôle d'Arthur Jeffries dans The Big Bang Theory
  - Molly Shannon pour le rôle d'Eileen dans Enlightened
  - Patrick Wilson pour le rôle de Joshua dans Girls

### Mini-séries et téléfilms

#### Meilleure mini-série ou meilleur téléfilm
- Ma vie avec Liberace (Behind the Candelabra)
  - American Horror Story : Asylum
  - The Crimson Petal and the White
  - The Hour
  - Political Animals
  - Top of the Lake

#### Meilleur acteur dans une mini-série ou un téléfilm
- Michael Douglas pour le rôle de Liberace dans Ma vie avec Liberace (Behind the Candelabra)
  - Benedict Cumberbatch pour le rôle de Christopher Tietjens dans Parade's End
  - Matt Damon pour le rôle de Scott Thorson dans Ma vie avec Liberace (Behind the Candelabra)
  - Toby Jones pour le rôle d'Alfred Hitchcock dans The Girl
  - Al Pacino pour le rôle de Johnny Worricker dans Phil Spector
  - Dominic West pour le rôle de Hector Madden dans The Hour

#### Meilleure actrice dans une mini-série ou un téléfilm
- Elisabeth Moss pour le rôle de Robin Griffin dans Top of the Lake
  - Angela Bassett pour le rôle de Coretta Scott King dans Betty and Coretta
  - Romola Garai pour le rôle de Bel Rowley dans The Hour
  - Rebecca Hall pour le rôle de Sylvia Tietjens dans Parade's End
  - Jessica Lange pour le rôle de la sœur Jude / Judy Martin dans American Horror Story : Asylum
  - Sigourney Weaver pour le rôle d'Elaine Barrish dans Political Animals

#### Meilleur acteur dans un second rôle dans une mini-série ou un téléfilm
- Zachary Quinto pour le rôle du Dr Oliver Thredson dans American Horror Story : Asylum
  - James Cromwell pour le rôle du Dr Arthur Arden/Hans Grüper dans American Horror Story : Asylum
  - Peter Mullan pour le rôle de Matt Mitcham dans Top of the Lake
  - Sebastian Stan pour le rôle de Thomas "T.J." Hammond dans Political Animals
  - David Wenham pour le rôle du Detective Sergeant Al Parker dans Top of the Lake
  - Thomas M. Wright pour le rôle de Johnno Mitcham dans Top of the Lake

#### Meilleure actrice dans un second rôle dans une mini-série ou un téléfilm
- Sarah Paulson pour le rôle de Lana Winters dans American Horror Story : Asylum
  - Ellen Burstyn pour le rôle de Margaret Barrish dans Political Animals
  - Sienna Miller pour le rôle de Tippi Hedren dans The Girl
  - Lily Rabe pour le rôle de la sœur Mary Eunice McKee dans American Horror Story : Asylum
  - Imelda Staunton pour le rôle d'Alma Reville dans The Girl
  - Alfre Woodard pour le rôle de Louisa "Ouiser" Boudreaux dans Steel Magnolias

### Autres

#### Nouvelles séries les plus attendues
(ex æquo)
- The Bridge
- Agents of S.H.I.E.L.D.
- Masters of Sex
- The Michael J. Fox Show
- Ray Donovan
- Under the Dome

#### Meilleure série d'animation
(ex æquo)
- Adventure Time
- Archer ♕
  - Phinéas et Ferb (Phineas and Ferb)
  - Regular Show
  - Les Simpson (The Simpsons)
  - Star Wars: The Clone Wars

#### Meilleur talk-show
- The Daily Show with Jon Stewart
  - Conan
  - The Ellen DeGeneres Show
  - Jimmy Kimmel Live!
  - Late Night with Jimmy Fallon ♕
  - Marie

#### Meilleure émission de téléréalité
(ex æquo)
- Duck Dynasty
- Push Girls
  - The Moment
  - Pawn Stars
  - Small Town Security
  - Wild Things with Dominic Monaghan

#### Meilleure émission de téléréalité avec compétition
- The Voice ♕
  - Chopped
  - Face Off
  - Shark Tank
  - So You Think You Can Dance
  - Survivor

#### Meilleur présentateur de téléréalité
- Tom Bergeron – Dancing with the Stars ♕
  - Cat Deeley – So You Think You Can Dance ♕
  - Gordon Ramsay – Hell's Kitchen et MasterChef
  - RuPaul – RuPaul's Drag Race
  - Ryan Seacrest – American Idol
  - Kurt Warner – The Moment

## Statistiques

### Récompenses multiples
3 : The Big Bang Theory
2 : American Horror Story : Asylum, Breaking Bad, Ma vie avec Liberace

### Nominations multiples
6 : American Horror Story : Asylum, The Big Bang Theory
5 : Parks and Recreation, Top of the Lake
4 : The Americans, Breaking Bad, The Good Wife, New Girl, Political Animals, Le Trône de fer
3 : The Girl, Girls, Homeland, The Hour, Justified, Louie, Ma vie avec Liberace
2 : Enlightened, Happy Endings, House of Cards, Parade's End, The Middle, Suburgatory, Veep